# Hoja de Arce de Oro
La Hoja de Arce de Oro (en inglés Canadian Gold Maple Leaf, en francés Feuille d'érable en or) es una moneda de oro emitida en Canadá, como medio de ahorro e inversión, con valor oficial de circulación conferido por el gobierno canadiense. Es considerada como una moneda de extraordinaria pureza en el metal, pues su contenido de oro es de 0.99999 sobre 1.00000, cercano a los 24 quilates de metal precioso, al punto que no contiene aleación alguna (como sucede con el Krugerrand de Sudáfrica, aleado con cobre, o el Soberano británico, aleado con plata).
La Hoja de Arce fue emitida por vez primera en 1979, una fecha donde la moneda de oro de mayor pureza existente hasta entonces era el Krugerrand. No obstante, el boicot económico internacional a Sudáfrica a causa de su gobierno racista en la época del apartheid, hacia que el Krugerrand no fuera disponible masivamente. Las monedas de la Hoja de Arce emitidas entre 1979 y 1982 tenían una pureza de 0.999 en oro.
La Hoja de Arce es emitida en fracciones con un valor facial de cincuenta dólares canadienses (pieza equivalente a una onza troy de oro), las emisiones de menor valor facial son de veinte dólares (con peso de media onza troy), diez dólares (peso de 1/4 de onza), cinco dólares (peso de 1/10 de onza) y un dólar (peso de 1/20 de onza). Si bien el valor en metal precioso supera al del valor facial, la Hoja de Arce es reconocida como moneda de circulación legal en Canadá de acuerdo a su denominación (de uno a cincuenta dólares canadienses).
En el anverso, la Hoja de Arce muestra el busto del monarca británico, mirando a la derecha, con leyenda indicando el nombre del monarca, el valor facial de la moneda y año de emisión; en el reverso aparece la imagen de una de hoja de arce, el símbolo nacional de Canadá, con leyenda indicando el nombre del país, el peso y la fineza del oro.
Desde 1988 la Hoja de Arce de Oro empezó a acuñarse también en platino, con un 0.9995 de pureza y usando los mismos pesos y denominaciones que las emisiones en oro; también desde el mismo año se ha acuñado una Hoja de Arce en plata, con peso de una onza y valor facial de cinco dólares canadienses. En el año 2005 el gobierno de Canadá emitió también una moneda de Hoja de Arce con peso de una onza, en paladio, con valor facial de cincuenta dólares canadienses.
Finalmente en el año 2007 la Royal Canada Mint (Casa de Moneda de Canadá) emitió una moneda especial con un valor facial de un millón de dólares canadienses, con 50 centímetros de diámetro y tres centímetros de grosor, y dotada de un peso equivalente a 100 kilogramos de oro de 24 quilates; esta pieza fue emitida como un producto promocional pero la Casa de Moneda de Canadá recibió hasta cinco pedidos de compra de esta emisión; dichas solicitudes fueron aceptadas y las piezas de oro resultantes fueron vendidas a un costo de 2,5 a 3 millones de dólares canadienses cada una.